# Cornelia Füeg
Cornelia Füeg, née le 5 juin 1941 à Zurich (originaire de Hauenstein-Ifenthal et Olten), est une personnalité politique suisse, membre du Parti radical-démocratique.
Elle est conseillère nationale de 1975 à 1983 et conseillère d'État du canton de Soleure de 1987 à 1997. Elle est la première femme soleuroise à siéger dans ces deux conseils.

## Biographie

### Origines et famille
Cornelia Füeg naît le 5 juin 1941 à Zurich. Son père se nomme Heinrich Hitz ; sa mère est née Maria Anna Wegmann.
Elle épouse en 1966 Kurt Füeg, ingénieur agronome et enseignant à l'école cantonale d'agriculture, avec qui elle a quatre enfants.

### Études
Elle suit ses premières années de scolarité à Stallikon, avant de la poursuivre à Horgen. Elle obtient sa maturité à l'école de jeunes filles de Zurich, puis étudie le droit aux universités de Zurich et de Berlin. Elle obtient sa licence en 1965, suivie du brevet soleurois d'avocat et de notaire en 1972.
Elle obtient plus tard, en 1983, un diplôme fédéral d'agriculteur à l'école cantonale d'agriculture du Wallierhof à Riedholz.

### Parcours professionnel
Après ses études universitaires et son mariage en 1966, elle exploite avec son mari la ferme familiale de 28 hectares (élevage et céréales) à Wisen, dans le canton de Soleure,. 
Elle exerce par ailleurs la profession d'avocat et de notaire à Soleure après l'obtention de son brevet en 1972. Elle fournit gratuitement des conseils juridiques pour le compte du Centre de liaison des associations féminines soleuroises. 

### Parcours politique
Cornelia Füeg est élue secrétaire communale de Wisen le 7 février 1971, jour de l'adoption du suffrage féminin au niveau fédéral. Elle exerce cette charge, qu'elle est la première femme à revêtir dans le canton de Soleure, jusqu'en 1974.
Membre du Parti radical-démocratique (PRD) depuis 1971, elle est élue en 1973, avec cinq autres femmes, au Conseil cantonal de Soleure. Elle en démissionne en 1977. 
Elle est la première Soleuroise élue au Conseil national, où elle siège pendant deux législatures, du 1er décembre 1975 au 27 novembre 1983. Elle y défend l'égalité entre hommes et femmes et préside la commission chargée de l'examen préalable de l'article constitutionnel sur l'égalité des sexes. De 1976 à 1983, elle préside le groupe de travail radical Femme et politique. Durant sa présidence, le groupe se penche notamment sur l'assurance maternité, l'avortement, la dépénalisation de la consommation de drogues, l'amélioration de l'assurance-vieillesse et survivants pour les femmes ou les technologies de procréation. Elle décide de ne pas se présenter pour un troisième mandat à la chambre basse du parlement afin de se consacrer à ses quatre enfants et au domaine agricole de la famille. Elle occupe par ailleurs le poste de président de la commune de Wisen à partir de 1982, après la non-élection de son mari pour deux petites voix. 
À la suite de la démission du conseiller d'État soleurois Walter Bürgi, elle se porte candidate à sa succession au gouvernement le 20 août 1987 lors de l'assemblée des délégués cantonaux de son parti. S'étant vu préférer de peu, par 169 voix contre 143, le président cantonal du parti et conseiller national Willy Pfund (qui représentait la région de Dorneck-Thierstein alors qu'elle était soutenue par celle d'Olten-Gösgen), elle décide d'être candidate non officielle,. Arrivée en tête du premier tour de la double élection complémentaire (le socialiste Gottfried Wyss s'était également retiré) le 18 octobre 1987, elle est élue tacitement après le retrait de Willy Pfund, ce qui lui vaut des inimitiés et une opposition durable à l'intérieur de son parti. 
Première femme au gouvernement du canton de Soleure et première élue radicale dans un gouvernement cantonal, elle y dirige à partir du 1er février 1988 le département des travaux publics et de l'agriculture, puis celui des travaux publics et de la justice. Son élection contraint son mari à démissionner de son poste d'enseignant à l'école cantonale d'agriculture pour cause d'incompatibilité. Elle préside le Conseil d'État en 1991 et démissionne en 1997 du gouvernement. Elle dénonce à cette occasion les nouvelles mœurs politiques de son canton, estimant que « les griefs qu'on adresse au gouvernement à propos de la débâcle de la Banque cantonale de Soleure (de) sont empreints d'une telle hargne qu'il n'est plus possible
de dialoguer aujourd'hui d'une manière sereine »,.

### Positionnement politique
Elle représente l'aile libérale américaine du Parti radical.

### Autres activités
Elle préside le Conseil de l'organisation du territoire (commission extraparlementaire de la Confédération) de 1997 à 2002 et siège au sein du conseil de fondation de Pro Senectute (de) de 2000 à 2002.
Elle est la première femme à exercer la charge d'ombudsman de l'Union des transports publics, de 2001 à 2011. 